# Тента, Джон
Джон Энтони Те́нта-младший (англ. John Anthony Tenta Jr., 22 июня 1963, Сарри, Британская Колумбия — 7 июня 2006, Санфорд, Флорида) — канадский рестлер и борец сумо (рикиси), наиболее известный по своей работе в World Wrestling Federation как Землетрясение (англ. Earthquake). После многообещающего начала карьеры сумоиста под именем Кототэндзан, Тента перешел в рестлинг и стал звездой WWF, враждуя с Халком Хоганом и выиграв с партнером и личным другом Тайфуном командное чемпионство WWF. Его карьера рестлера также включала в себя выступления в World Championship Wrestling, где он был известен как Лави́на (англ. Avalanche) и Акула (англ. The Shark), карьеру в All Japan Pro Wrestling и возвращение в WWF под именем Го́лга (англ. Golga). Тента умер в 2006 году после продолжительной борьбы с раком мочевого пузыря. Член Зала славы WWE с 2025 года.

## Ранняя жизнь
Джон Тента родился в Суррее, Британская Колумбия. Названный в честь своего отца, он был крупным ребёнком, весившим при рождении 5 кг. Вдохновленный рестлерами Джином Киниски и Доном Лео Джонатаном, Тента решил заняться борьбой в возрасте 6 лет. Он изучал вольную борьбу в средней школе Северного Суррея, став чемпионом Канады среди юниоров в 1981 году. Вскоре после своего 18-летия он занял шестое место в супертяжелой весовой категории на чемпионате мира по борьбе среди юниоров в Ванкувере. Тента выиграл спортивную стипендию в Университете штата Луизиана, где он участвовал в соревнованиях по борьбе на уровне NCAA. В университете он получил прозвище «Большой Джон» Тента, выступал за команду по борьбе и участвовал в футбольной команде. В 1985 году университет прекратил занятия спортивной борьбой, чтобы соответствовать разделу IX, и Тента был вынужден выбрать новый вид спорта. Затем Тента перешел в футбольную команду университета, где сыграл в нескольких матчах младшей команды в качестве защитника. Он также был известен как «тихий гигант», когда работал вышибалой в баре колледжа. Тента также играл в регби за регбийный клуб университета.

## Карьера в сумо
Затем Тента переехал в Японию, чтобы продолжить карьеру в сумо после того, как его завербовал бывший ёкодзуна, встретивший Тенту во время поездки в Ванкувер. В октябре 1985 года он присоединился к группировке сумо «Садогатакэ», которой руководил бывший ёкодзуна Котодзакура Масакацу (в его группировке также выступал болгарин Котоосю Кацунори). Следуя традиции, молодой сумотори принял имя сикона Кототэнта Тосикацу (琴天太 俊克, Кото + Тента), фамилия переводится как «Тента — арфа»..
Начав заниматься спортом в 22 года, он пришел в него почти на семь лет позже, чем многие другие желающие, не поступившие в колледж. Сочетание его роста — он уже весил 192 кг при росте 197 см — и борцовской подготовки пошло ему на пользу в обучении и продвижении в спорте. Новичок выиграл все свои 24 схватки за восьмимесячную активную карьеру, и позже был переименован в Кототэндзан Тосимицу (琴天山 俊光), фамилия означает «Небесная горная арфа». Новизна того, что в середине 1980-х годов рикиси был редким представителем Запада и третьим в истории европиоидом, привлекла к нему внимание прессы, и он получил дополнительное прозвище «Канадская комета».
Несмотря на хорошие результаты в качестве новичка, он вскоре ушел из спорта из-за трудностей, связанных с образом жизни сумоиста и тем, что жесткая поверхность ринга наносила вред его телу. Тента сказал: «Ничто из того, чем я когда-либо занимался — ни футбол, ни борьба в колледже — не может сравниться с тем физическим насилием, которому ты подвергаешь свое тело в сумо». Кроме того, мир сумо не одобрял большую татуировку тигра на его левом бицепсе, и, хотя он прикрывал её во время поединков, ему пришлось бы удалить её через пересадку кожи, прежде чем перейти к соревнованиям более высокого уровня. В Японии татуировки ассоциируются с якудза, и их публичная демонстрация повсеместно запрещена. Решение Тенты уйти из спорта было раскритиковано его тренером, а глава Японской ассоциации сумо Касугано (бывший ёкодзуна Тотинисики) сказал, что Тента стал высокомерным после серии побед подряд. «Он думал, что это будет легко. Но в этом мире нет работы тяжелее. Ему лучше уйти».

## Карьера в рестлинге

### All-Japan Pro Wrestling (1987—1989)

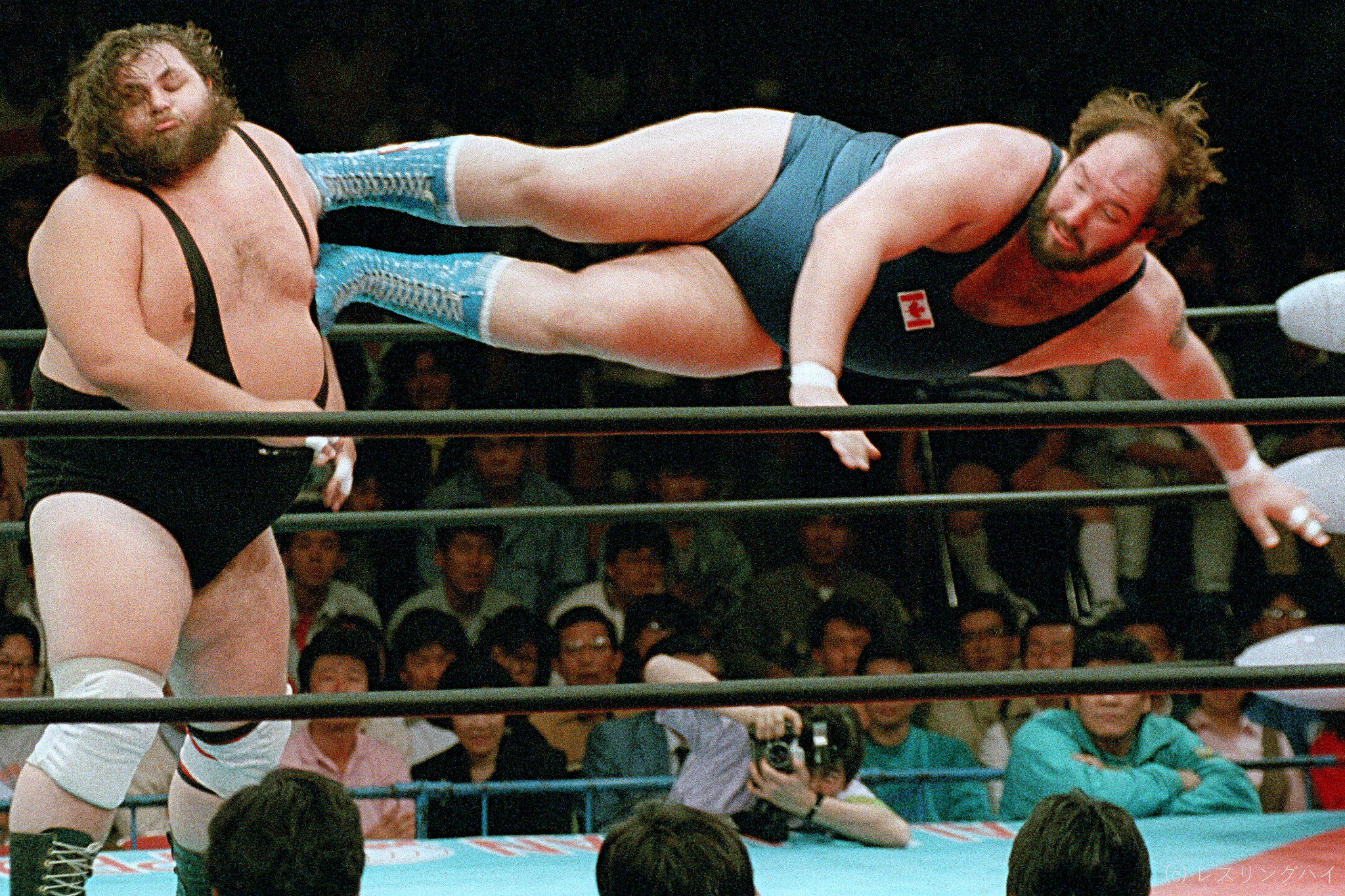
Джон Тента (справа) в All-Japan Pro Wrestling

После ухода из сумо он быстро записался в пурорэсу (японский рестлинг) под руководством Гиганта Бабы. Он дебютировал в рестлинге в All Japan Pro Wrestling 1 мая 1987 года в команде с Гигантом Бабой, победив Рушера Кимуру и Горо Цуруми. Карьера Тенты продолжалась 18 месяцев, он выступал в команде с Бабой, Джамбо Цурутой и Великим Кабуки, после чего на него обратили внимание американские промоутеры, и он стал выступать в Ванкувере в NWA All Star Wrestling.

## Смерть
Тента ушел из рестлинга в 2004 году после того, как стало известно, что у него развился рак мочевого пузыря, и ему дали 20-процентный шанс на выживание при условии, что он продолжит курс химиотерапии. Во время интервью на радио WrestleCrap Radio 18 ноября 2005 года Тента сообщил, что недавняя доза лучевой терапии прошла не так, как планировалось, и не оказала никакого влияния на опухоль. Он также сообщил, что множественные опухоли распространились на его легкие. 7 июня 2006 года Тента умер от рака мочевого пузыря в возрасте 42 лет.

## Титулы и достижения
- All Japan Pro Wrestling
  - Баттл-роял в тяжелом весе в зале Коракуэн 2 января (1988)[10]
  - World’s Strongest Tag Determination League Fine Play Award (1988) — с Сюндзи Такано[11]
- All Star Wrestling
  - Чемпион UWA в тяжелом весе (Ванкуверская версия) (2 раза)
- NWA: All-Star Wrestling
  - Канадский чемпион NWA в тяжелом весе (Ванкуверская версия) (1 раз)
- Pro Wrestling Illustrated
  - Самый ненавидимый рестлер года PWI (1990)
  - № 40 в топ 500 рестлеров в рейтинге PWI 500 в 1992[12]
- Super World of Sports
  - Командный чемпион SWS (1 раз) — с Тайфуном[13]
- Tokyo Sports
  - Новичок года (1987)[14]
- World Wrestling Federation
  - Командный чемпион WWF (1 раз) — с Тайфуном
  - Зал славы WWE (2025)
- Wrestling Observer Newsletter awards
  - Худшая команда (1998) с Куррганом
  - Худший образ (1998) Голга
  - Худшая вражда года (1996) пр. Большого Буббы Роджерса